# میدان برکلی (فیلم)
میدان برکلی (انگلیسی: Berkeley Square) فیلمی در ژانر رمانتیک و فانتزی به کارگردانی فرانک لوید است که در سال ۱۹۳۳ منتشر شد. از بازیگران آن می‌توان به لسلی هاوارد، هدر آنجل، گوشنیت مرسر، لایونل بلمور و ساموئل اس هیندز اشاره کرد.